# Fontenouilles
Fontenouilles korábbi község (település) Franciaországban, Saône-et-Loire megyében. 2016. január 1-jén további 13 korábbi községgel egyesült és azokkal együtt Charny Orée de Puisaye új község része lett.
Lakosainak száma 219 fő (2018. január 1.). Fontenouilles Douchy, Melleroy, Saint-Maurice-sur-Aveyron, Triguères, Chambeugle, Chêne-Arnoult és Charny községekkel határos.

## Népesség
A település népességének változása:
| Lakosok száma | 325  | 297  | 215  | 177  | 199  | 211  | 218  | 229  | 221  | 219  |
|               | 1962 | 1968 | 1975 | 1982 | 1990 | 2008 | 2013 | 2015 | 2017 | 2018 |